# Miha Potočnik
Miha Potočnik, slovenski pravnik, planinec, alpinist in gorski reševalec, * 29. september 1907, Belca, † 28. oktober 1995, Ljubljana.

## Življenje
Potočnik je od leta 1919 do 1927 obiskoval gimnazijo v Kranju in nato nadaljeval študij prava na ljubljanski Pravni fakulteti (1927-1933) in prav tam tudi doktoriral. Leta 1933 in 1934 je opravljal sodno prakso v Kranjski Gori, bil od leta 1935 do 1939 pripravnik v pisarni Aleša Stanovnika na Jesenicah, opravil 1938 odvetniški izpit in bil od marca 1939 do maja 1941 odvetnik na Jesenicah; od maja 1941 do poletja 1944 pa je prebil v nemških ječah in taboriščih v Begunjah, Šentvidu in Dachau, bil nato izgnanec na Koroškem, naposled član pokrajinskega odbora OF za Gorenjsko; od maja 1945 je bil delegat ministrstva za industrijo in rudarstvo LRS, oziroma upravnik v železarni na Jesenicah ter kasneje pomočnik ministra za komunalne zadeve v Ljubljani in poslanec skupščine LRS.
Potočnik je veljal za legendo slovenskega planinstva, bil je gorski reševalec in predsednik Planinske zveze Slovenije. V aktivno planinstvo je zašel v tridesetih letih, ko je dokončal študij prava. Vrednote alpinizma je dokončno dojel v družbi s Stankom Tominškom, z Jožo Čopom, pa tudi s Klementom Jugom. V tistih časih so se najbolj zavzemali, da bi slovenski alpinisti preplezali kar največ smeri v slovenskih gorah ter da bi končno osvojili zgornjo težavnostno stopnjo plezanja.
Bil je v reševalni ekipi, ki je našla truplo Klementa Juga, dobrega prijatelja, ki ni preživel padca v zahodnem delu Triglavske stene.
Kot alpinist in gorski reševalec je preplezal domalega vse stene in grebene vzhodnih in zahodnih Julijskih Alp, plezal pa je tudi v Kamniško-Savinjskih Alpah in na mnogih gorah v Švici, Italiji, Franciji in Avstriji. Svoje najzanimivejše ture je opisal v Planinskem vestniku 1925, 67; 1926, 43; 1928, 49, 202; 1929, 149, 195, 217, 243, 207, 273 (»Po neuhojenih potih«); 1930, 4 in 3 nadaljevanja; 1931, 7 in 3 nadaljevanja; 1933, 259; 1938, 99. Članek o »gorenjski smeri« v Triglavski steni (PV 1930) je v nemškem prevodu natisnjen v knjigi Juliusa Kugyja »Fünf Jahrhunderte Triglav« (Graz 1939).
V letu 1967 je Miha Potočnik vodil v Pamir prvič in prvo slovensko alpinistično odpravo s ciljem Pic Lenin. Na 6000 mnm je moral zaradi žuljev, ki so mu jih povzročili novi čevlji odstopiti od nadaljnjega vzpona. V okolici baznega tabora v neposredni bližini kitajske meje se je z velikim veseljem srečeval z domačini, pastirji nomadi - Uzbeki.